# Lac Vert (Passy)
Het Lac Vert (Groene meer) is een natuurlijk meer in het Franse departement Haute-Savoie, vlak bij de gemeente Passy.
Volgens het Frans nationaal bureau voor bossen, het ONF, heeft het meer zich waarschijnlijk gevormd tijdens een aardverschuiving, de zogenaamde "Dérochoir", in de 15e eeuw. Daarna hebben latere aardverschuivingen (waarvan één in 1751) het meer verfraaid met meerdere rotsblokken.
Tegenwoordig bedreigen het toerisme en de veroudering de bomen rondom het meer. Daarom heeft het ONF maatregelen getroffen door extra te beplanten en door de ontwikkeling van knuppelpaden rond het meer.
Het Lac Vert was het decor van meerdere scènes uit Livre IV van de televisieserie Kaamelott.

## Legende
De groene kleur van het meer is ongewoon en niets uit het natuurlijke milieu van de omgeving kan de kleur verklaren.
Volgens een legende, beschreven door de geestelijke André Vuillermoz in zijn roman "De witte berggeit en het groene meer", is het mogelijk om op zekere avonden met volle maan een beweging waar te nemen. Namelijk het silhouet van een volledig witte berggeit, die lang geleden gedood zou zijn door een ridder uit Chamonix. Na de dood van het dier zou de mooie "Dame van de Berg" zijn verschenen en zou zij een traan hebben uitgegoten van de legendarische smaragd die in de diepte van de gletsjers slaapt. Deze traan genas het lichaam van het dier en zou het water van het meer voortaan zijn bijzondere kleur geven. Op zekere winteravonden laat het silhouet van een klein ongrijpbaar en nauwelijks waarneembaar dier zich zien op het bevroren ijs.

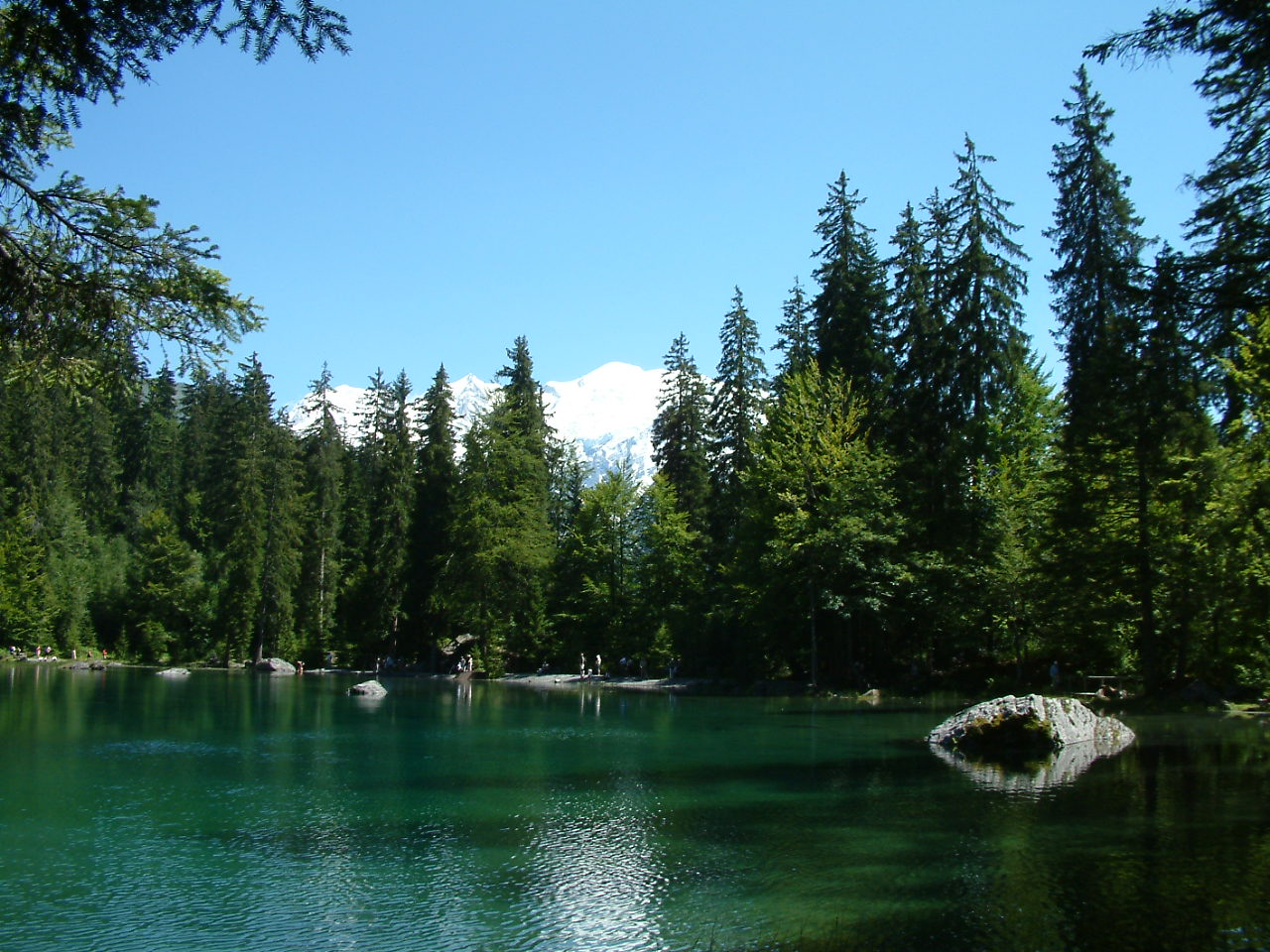
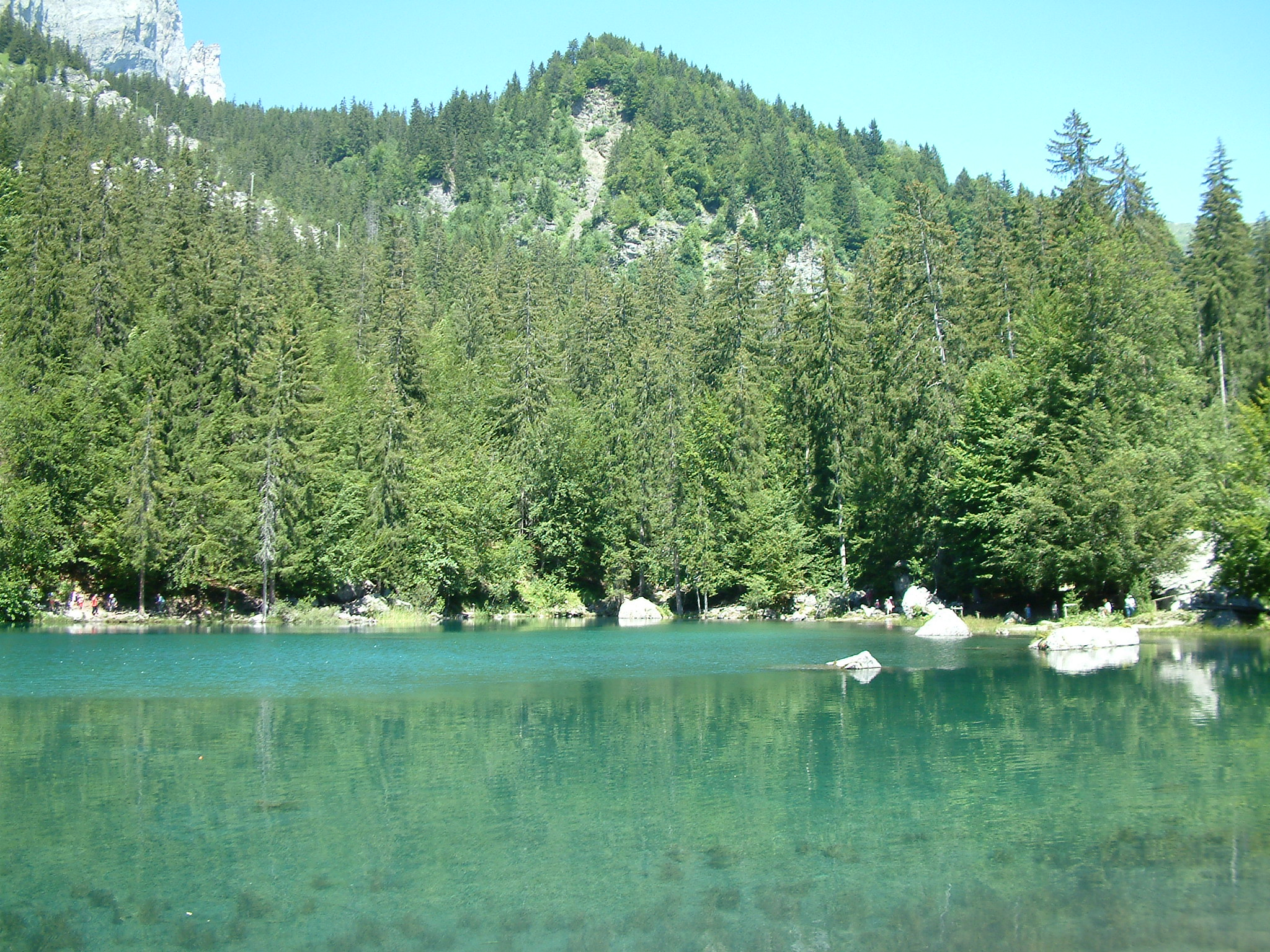